# Lijst van kerkhistorische stromingen
De kerkgeschiedenis kent een grote hoeveelheid stromingen en richtingen die alle hun stempel hebben gezet op de ontwikkeling van de Kerk. Deze lijst is een overzicht van stromingen en richtingen die van belang zijn. In deze lijst wordt de stroming genoemd en de eeuw waarin deze stroming is opgekomen. De stromingen worden ingedeeld naar de eeuw van ontstaan.

## Eerste eeuw
- Ebionieten

## Tweede eeuw
- antagonime
- Montanisten

## Derde eeuw
- Manichaeën
- Novatianen

## Vierde eeuw
- Arianen
- Donatisme
- Pelagianen

## Zesde eeuw
- Assyrische Kerk van het Oosten
- Miafysieten
- Monofysieten

## Zevende eeuw
- Maronieten
- Monotheleten

## Twaalfde eeuw
- Katharen of Albigenzen
- Waldenzen

## Vijftiende eeuw
- Lollarden

## Zestiende eeuw
- Doopsgezinden
- Calvinisme
- Lutheranisme
- Mennonieten

## Zeventiende eeuw
- Baptisten
- Labadisten
- Quakers
- Remonstranten
- Socinianen

## Achttiende eeuw
- Herrnhutters
- Methodisten
- Piëtisme

## Negentiende eeuw
- Darbisten

## Twintigste eeuw
- Katholieke Modernisten
- Traditionalisten